# Lee McConnell
Lee McConnell (ur. 9 października 1978) – szkocka lekkoatletka odnosząca największe sukcesy w sprintach i biegach sztafetowych, trzykrotna olimpijka (2004-2012). W 2017 roku po dyskwalifikacji sztafety rosyjskiej przyznano sztafecie brytyjskiej, w której skład wchodziła również McConnell brązowy medal mistrzostw świata z Berlina, oraz mistrzostw świata z Daegu.

## Osiągnięcia
- srebrny medal Igrzysk Wspólnoty Narodów (bieg na 400 m Manchester 2002)
- brąz Mistrzostw Europy (bieg na 400 m Monachium 2002)
- 4. miejsce na Pucharze świata (bieg na 400 m Madryt 2002), na tych samych zawodach McConnell, reprezentująca Europę zajęła 5. lokatę w sztafecie 4 x 400 metrów
- 3. miejsce (po dyskwalifikacji sztafety USA) podczas Igrzysk olimpijskich (sztafeta 4 x 400 m Ateny 2004)
- brązowy medal Halowych Mistrzostw Europy (sztafeta 4 x 400 m Madryt 2005)
- brąz Mistrzostw Świata (sztafeta 4 x 400 m Helsinki 2005)
- brązowy medal Igrzysk Wspólnoty Narodów (bieg na 400 m przez płotki Melbourne 2006)
- brąz na Halowych Mistrzostwach Europy (sztafeta 4 x 400 m Birmingham 2007)
- brązowy medal podczas Mistrzostw Świata (sztafeta 4 x 400 m Osaka 2007), w biegu finałowym McConnell razem z koleżankami z reprezentacji ustanowiła do dziś aktualny rekord Wielkiej Brytanii - 3:20.04
- 5. miejsce podczas Mistrzostw Europy (bieg na 400 m, Helsinki 2012)
- 5. miejsce podczas igrzysk olimpijskich (sztafeta 4 × 400 metrów, Londyn 2012)
- wielokrotna mistrzyni i rekordzistka Wielkiej Brytanii

## Rekordy życiowe
- bieg na 200 m - 23.16 (2008)
- bieg na 400 m - 50.82 (2002)
- bieg na 400 m przez płotki - 55.25 (2006)
- skok wzwyż - 1.88 (2000)
- bieg na 300 m (hala) - 37.57 (2005)